# شین شونی
شین شونی، ماتسو هیمه (به ژاپنی: 信松尼) (۱۵۶۱ – ۳۱ مه، ۱۶۱۶) ششمین دختر دایمیوی ولایت کای تاکدا شینگن بود. او در طول دوره دوره سنگوکو و اوایل دوره ادو زندگی می‌کرد. در دسامبر سال ۱۵۶۷ زمانی که او هفت ساله بود، پدرش او را به نامزدی اودا نوبوتادا، که پسر و جانشین اودا نوبوناگا بود، درآورد و از آن پس نام او از ماتسو هیمه به شین شونی تغییر یافت. اما این ازدواج پس از اینکه نوبوناگا در نبرد میکاتاگاهارا به جانبداری از توکوگاوا ایه‌یاسو برخاست و به نیروهای تاکدا شینگن حمله کرد، فسخ شد.